# Sinagoga grande di Łódź
La Sinagoga grande di Łódź (conosciuta anche come la Sinagoga riformata di Łódź), oggi scomparsa, era una delle tre principali sinagoghe monumentali della città di Łódź, assieme alla Sinagoga Alte Szil di Łódź e alla Sinagoga Ezras Israel di Łódź. Costruita tra il 1881 e il 1887 in stile neoromanico per servire ai bisogni della locale comunità riformata polacca, fu distrutta dai nazisti nel novembre 1939 nel corso dell'Olocausto, al pari delle altre sinagoghe.

## Storia

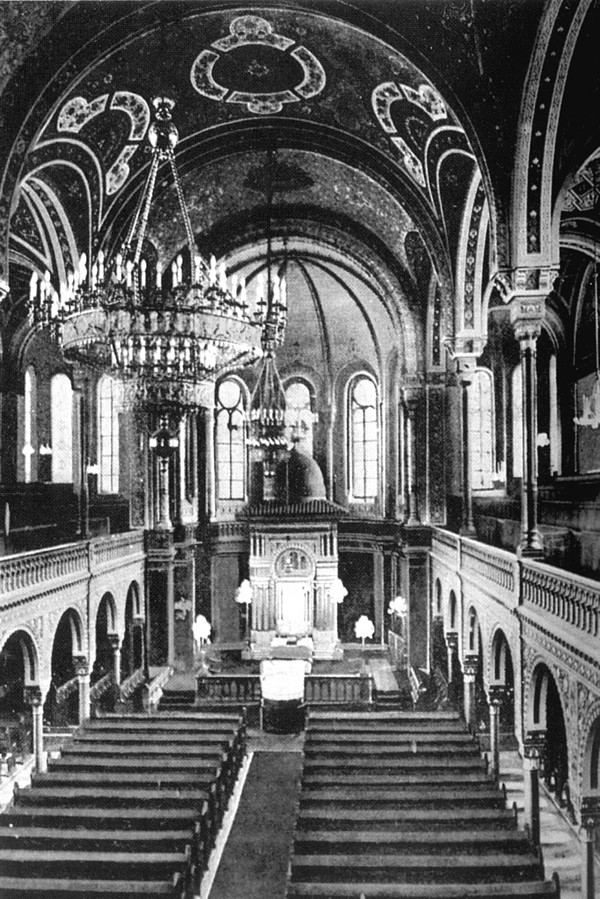
L'interno della sinagoga combinava elementi neoromanici e neomoreschi

Un edificio in legno era stato adibito a sinagoga nel 1809 per le poche famiglie ebrea che allora vivevano a Łódź. La rapida crescita della comunità nell'Ottocento porta alla costruzione di sinagoghe monumentali, a cominciare dalla Sinagoga Alte Szil di Łódź di rito ortodosso. La vivace ala riformata si riuniva sin dal 1840 in un proprio separato luogo di culto, ma necessitava adesso di spazi ben più ampi. Fin dal 1860 si comincia a parlare della costruzione di una grande sinagoga monumentale. Si raccolgono i fondi tra i membri più facoltosi della comunità (tra cui gli industriali Izrael Poznański, Joachim Silberstein e Karl Scheibler) e si richiedono le necessarie autorizzazioni al governo cittadino.
Finalmente i lavori possono cominciare nel maggio-giugno 1881. Il progetto è commissionato al noto architetto tedesco Adolf Wolff di Stoccarda, già artefice della costruzione di numerose sinagoghe monumentali in Germania, il quale ripete il modello adottato per la Sinagoga nuova di Königsberg. Per facilitare le procedure il progetto è presentato a firma dell'architetto locale Hilary Majewski. Nel corso dei lavori, che si protraggono fino al 1887 i piani originari subiscono modifiche anche notevoli ad opera dell'architetto Julio Jung, responsabile della costruzione. La sinagoga è ufficialmente inaugurata il 15 settembre 1887 con una solenne cerimonia cui partecipano le massime autorità cittadine.
L'architettura della sinagoga era ispirata alle cattedrali romaniche della Francia, con un impianto basilicale a tre navate. Una grande cupola dominava la facciata su una base ottagonale. Altre cupole più piccole erano collocate a decorazione della facciata, sui due torrioni laterali, sulla navata centrale e infine sopra l'abside.
L'interno presentava decorazioni in stile moresco-bizantino, con ricchi mosaici e affreschi orientaleggianti a colori vivaci. Una cancellata in ferro battuto circondava l'intera area dove sorgeva la sinagoga.
Nel corso della prima guerra mondiale, durante la battaglia di Łódź (1914), una bomba tedesca esplose in via Zielona 6, nelle immediate vicinanze della sinagoga. La potenza dell'esplosione e le schegge provocarono gravi danni alla costruzione, causando la distruzione delle vetrate, danni al tetto, alle pareti interne e cadute di gesso nelle decorazioni dell'Arca Santa.
I danni tuttavia vennero prontamente riparati e la sinagoga conobbe tra le due guerre il periodo di maggior splendore. La sinagoga era il luogo privilegiato di ritrovo della borghesia ebraica assimilata alla cultura polacca: i sermoni erano in polacco e vi si tenevano celebrazioni patriottiche in occasione delle festività nazionali polacche. La monumentale bellezza della sinagoga e la sua imponenza ne facevano uno degli edifici più noti della città, ritratta in numerose fotografie e cartoline turistiche.

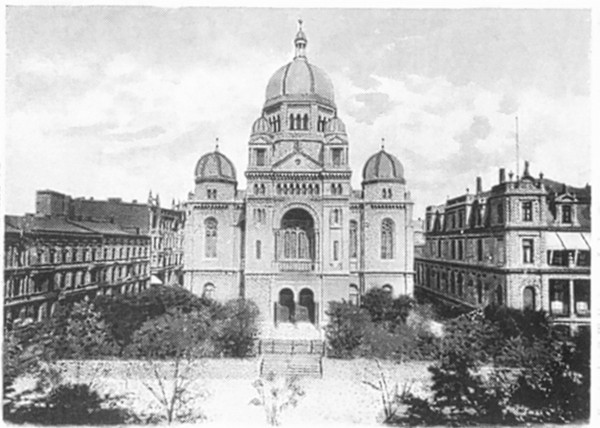
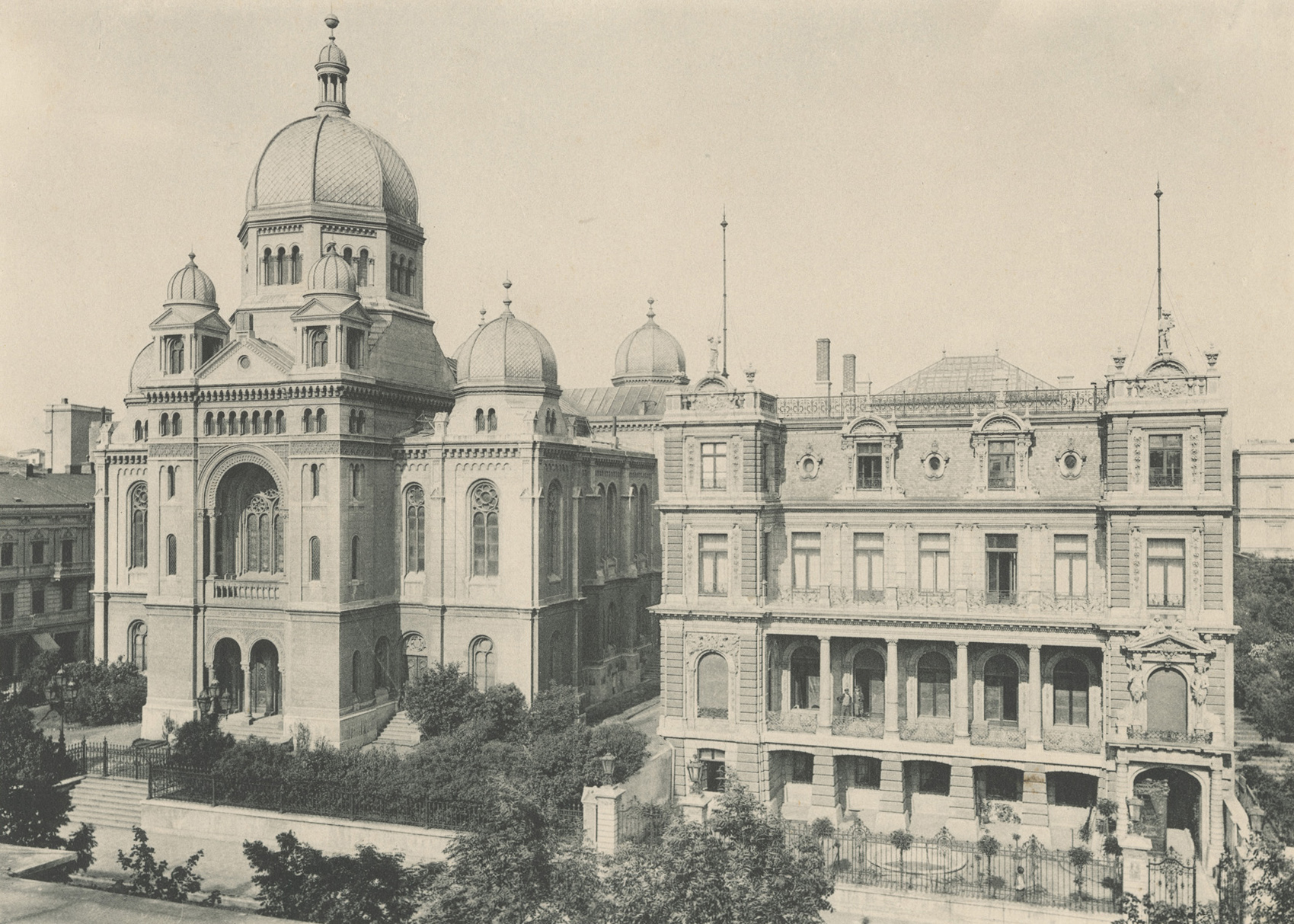
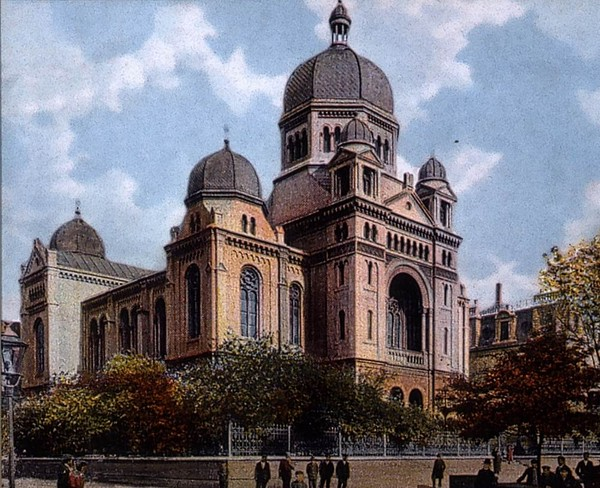
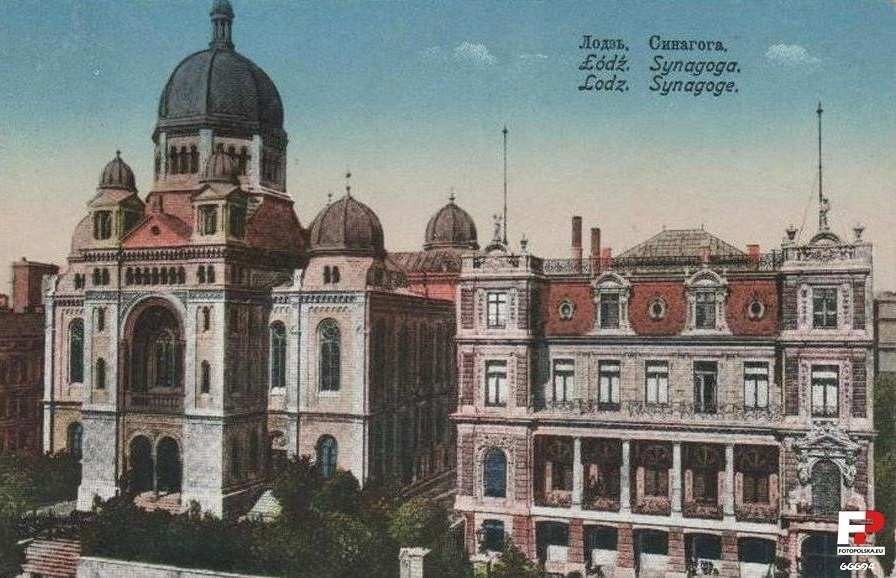
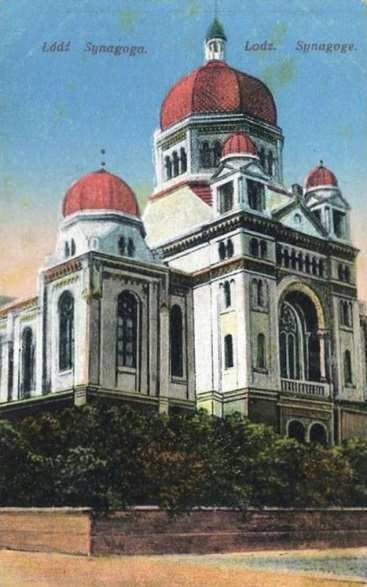
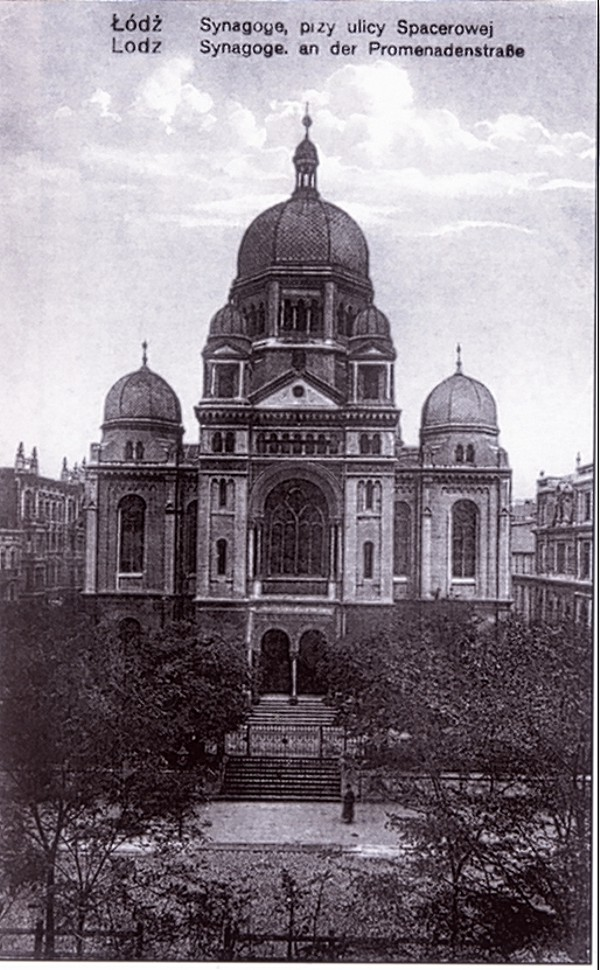

Con l'invasione tedesca del settembre 1939 e l'annessione di Łódź al Terzo Reich, le grandi sinagoghe monumentali della città furono le prime vittime delle violenze antiebraiche. L'edificio della Sinagoga grande fu saccheggiato e incendiato già nella notte tra il 10 e l'11 novembre 1939, prima ancora dell'istituzione del ghetto di Łódź, causando il crollo delle cupole. Le rovine furono completamente demolite nella primavera del 1940.
Solo poche migliaia tra i 230.000 ebrei che vivevano a Lodz sopravviveranno agli eccidi dell'Olocausto. Tra le sinagoghe della città l'unica a non essere distrutta, perché adibita dai nazisti a magazzino per il sale, fu la piccola Sinagoga Reicher di Łódź.
Oggi, sul sito della Sinagoga grande c'è un parcheggio: un grande cartellone e una stele ricordano l'esistenza dell'antico edificio.

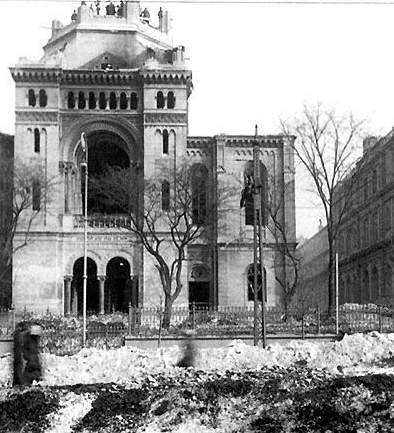
I ruderi della sinagoga prima della demolizione
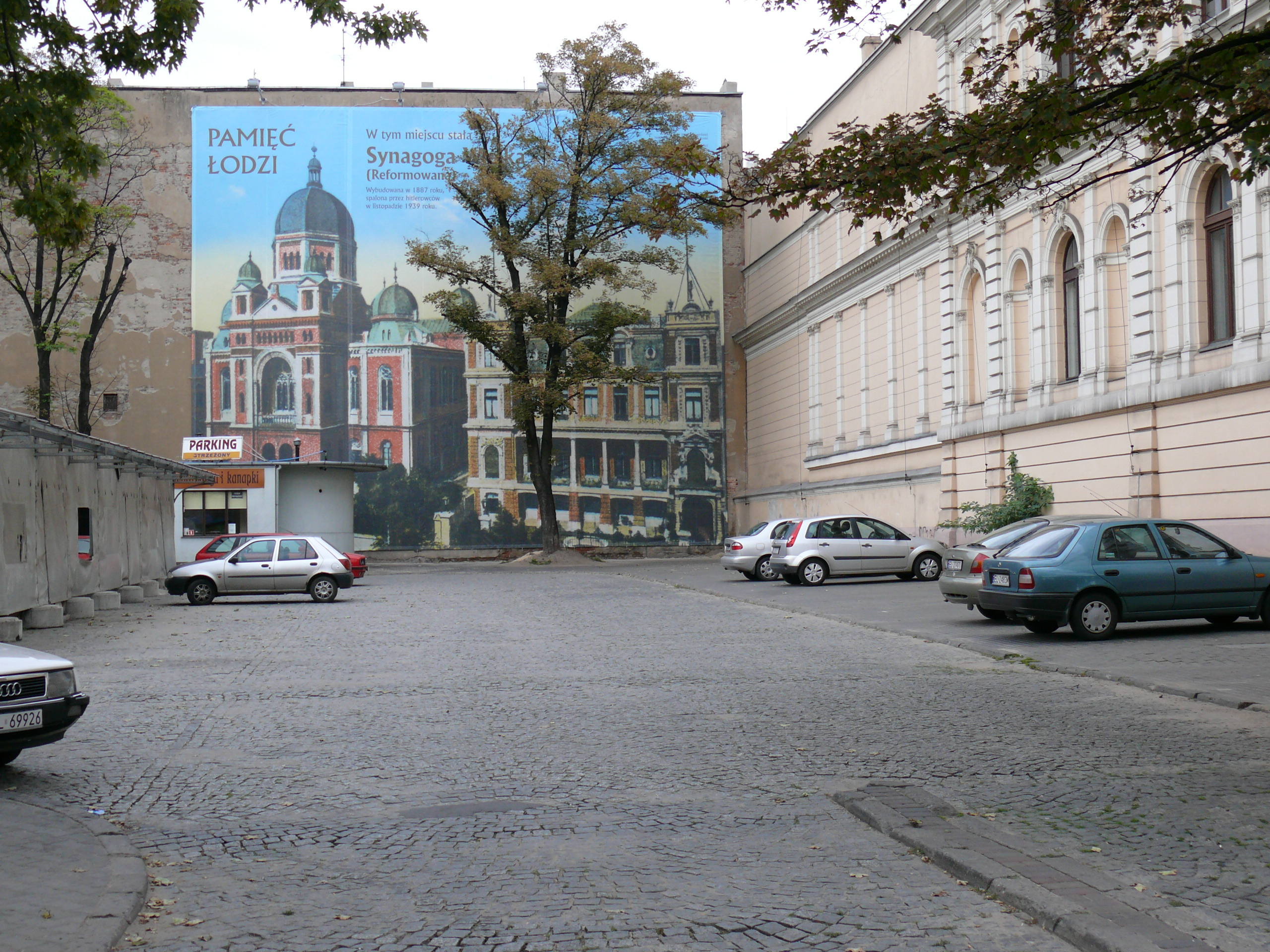
L'area della sinagoga, oggi
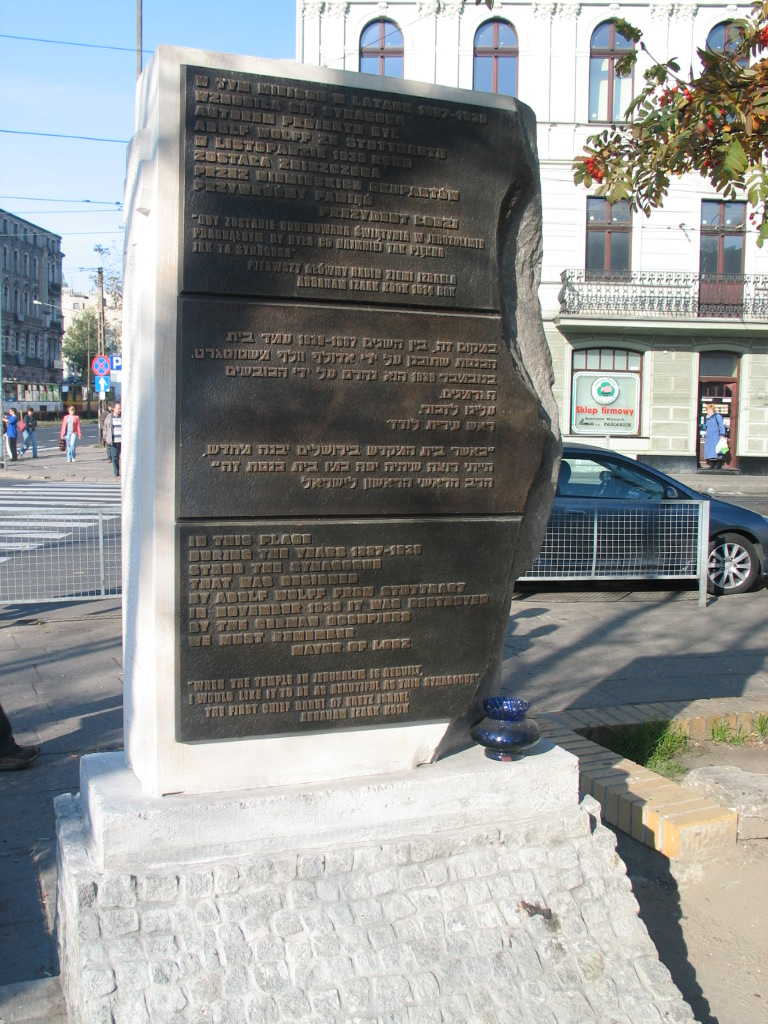
Il memoriale (fronte)
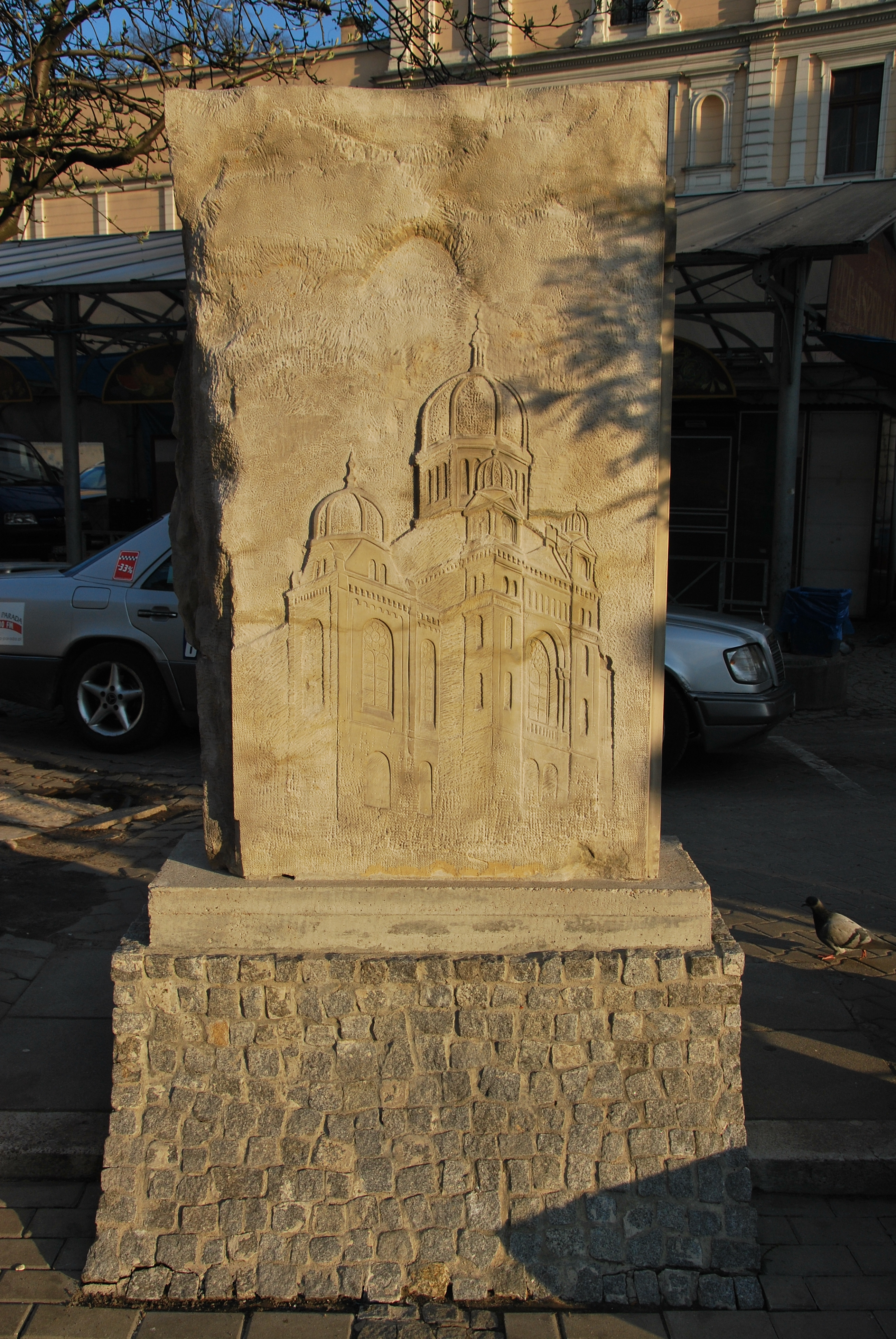
Il memoriale (retro)